# 服部憲春
服部 憲春（はっとり のりはる、生没年不詳）は、日本の政治家。奈良県北葛城郡上牧村村長。北葛城郡消防団長。上牧村農協組合長。

## 人物
奈良県北葛城郡上牧村上牧（現・上牧町）の人である。
恩賜財団済生会緑葉特別会員である。
部落解放運動の活動家木村京太郎は『部落（43）』で、各界に活躍する奈良県の被差別部落出身者として服部憲春の名前を挙げている。

## 家族
部落解放同盟上牧支部長で、上牧町議会副議長の服部公英は孫。